# Ara Güler
Ara Güler (en armenio Արա Գյուլեր; Beyoğlu, Estambul; 16 de agosto de 1928-Ibidem, 17 de octubre de 2018) fue un fotógrafo armenio-turco, llamado también "el Ojo de Estambul" o "el Fotógrafo de Estambul". Está considerado uno de los pocos fotógrafos de Turquía que se conocen a nivel internacional.

## Biografía
Nació en Estambul en 1928 de padres armenios. Estudió en el Instituto Armenio Getronagan. Su padre era dueño de una farmacia en la avenida Istiklal y disponía de un círculo amplio de amigos del mundo del arte. Por ello Ara Güler tuvo contacto temprano con este mundo lo que le inspiró para intentar hacerse una carrera en el cine. Durante sus años de instituto estuvo trabajando en estudios de cine y en 1948 recibió cursos de arte dramático impartidos por Muhsin Ertuğrul, que fue el fundador del teatro turco moderno. Aun así,  abandonó el cine a favor de periodismo. Entró a trabajar en el diario Yeni Estambul como reportero gráfico en 1950, al año siguiente comenzó estudios de Economía en la Universidad de Estambul al mismo tiempo que trabajaba. Después fue transferido a otro diario: el Hürriyet.

## Trayectoria profesional
En 1958 la compañía estadounidense Life-Time abrió una surcusal en Turquía y Güler se convirtió en su primer corresponsal para Oriente próximo. Pronto recibió encargos de Paris Match, Stern y The Sunday Times de Londres. Después de completar su servicio militar en 1961, Güler estuvo empleado por la revista turca Hayat como jefe de su departamento fotográfico.
En 1961 conoció a Henri Cartier-Bresson y Marc Riboud, que le reclutaron para la Agencia Magnum, a la que perteneció hasta su jubilación. Fue presentado en el Anuario de Fotografía británico de 1961 como uno de los siete mejores fotógrafos del año. También en ese año fue aceptado como el único miembro turco de la American Society of Magazine Photographers (ASMP) (hoy conocida como American Society for Media Photographers). La revista suiza Camera dedicó un número especial a su obra.
En los años 1960 sus fotografías acostumbraban ilustrar libros de autores notables y realizó varias exposiciones por el mundo. Sus trabajos fueron exhibidos en 1968 en 10 Maestros de Fotografía de Color en el Museo de Arte Moderno de Nueva York y en la Photokina en Colonia. Su libro Türkei fue publicado en Alemania en 1970. Sus fotos sobre arte e historia de arte fueron utilizadas en las revistasTime, Life, Horizon y Newsweek y en las publicaciones de Skira en Suiza.
Viajó por encargo a Irán, Kazajistán, Afganistán, Pakistán, India, Kenia, Nueva Guinea, Borneo, así como toda Turquía. En los años 1970 realizó "entrevistas fotográficas" a políticos y artistas como Winston Churchill, Indira Gandhi, Maria Callas, John Berger, Bertrand Russell, Willy Brandt, Alfred Hitchcock, Ansel Adams, Imogen Cunningham, Marc Chagall, Salvador Dalí y Pablo Picasso. Algunos críticos consideran sus mejores fotografías a las tomas melancólicas de Estambul, realizadas en blanco y negro con una cámara Leica, principalmente en los años 50 y 60.[cita requerida]
Ha realizado exposiciones frecuentes desde entonces y también publicó su trabajo en suplementos especiales. 
Su trabajo se puede encontrar en la Biblioteca Nacional de Francia de París; el George Eastman House de Rochester; en la Galería de Arte del Sheldon Memorial de la Universidad de Nebraska-Lincoln; en el Museo Ludwig de Colonia, y en el  Das imaginäre Photo-Museo de Colonia.
En los años 1970 trabajó en el cine dirigiendo el documental titulado El Fin del Héroe (1975). Estaba basado en un cuento de ficción sobre el desmantelamiento del crucero de batalla TCG Yavuz, veterano de la Primera Guerra Mundial.
El archivo de Güler contiene unas 800 000 diapositivas fotográficas.
Güler destaca la importancia de la presencia humana en sus fotografías y se autodescribe como "historiador visual". En este sentido afirma: "Cuándo estoy tomando un cuadro de Aya Sofia, lo que cuenta es la persona que pasa y que estará de por vida en la foto". Cree que la fotografía tendría que proporcionar una memoria de las personas, de sus vidas y especialmente su sufrimiento. Mientras considera que el arte miente, cree que la fotografía sólo puede reflejar realidad. Abraza la identidad de un fotoperiodista porque no concede mucho valor a la fotografía como una búsqueda artística, que para él tendría poco valor. No considera que la fotografía sea un arte.

## Algunas publicaciones
- Ara Güler's Creative Americans.
- Ara Güler: Photographs.
- Ara Güler's Movie Directors.
- Sinan: Architect of Süleyman the Magnificent.
- Living in Turkey.

## Premios
- 1962, Maestro de Leica[14]
- Légion d'honneur, Francia[14]
- 1999, "Fotógrafo del Siglo", Turquía[12]
- Doctorado honorario por la Universidad Técnica Yıldız, Estambul (8 de junio de 2004)[14]
- Premio magnífico de Cultura y Artes, Turquía (11 de noviembre de 2005)[14]
- Lucie Awards por su trayectoria a lo largo de su vida, Nueva York (19 de octubre de 2009)[15]